# Cuautla (Jalisco)
Cuautla é um município do estado de Jalisco, no México.
Em 2005, o município possuía um total de 2.024 habitantes.